# West-Kordofan
West-Kordofan (Arabisch: غرب كردفان, Gharb-Kordofan) is een staat in Centraal-Soedan. De hoofdstad van West-Kordofan is Al-Fulah.
Voor 1994 was deze staat een deel van de Soedanese provincie Kordofan. Op 16 augustus 2005 werd de staat afgeschaft en het grondgebied in tweeën gesplitst. Eén deel ging naar de staat Noord-Kordofan ten noorden en het andere naar de staat Zuid-Kordofan ten oosten. Al-Fulah kreeg na de opheffing de status van tweede hoofdstad van Zuid-Kordofan. De opheffing zelf was het gevolg van een vredesovereenkomst tussen de Soedanese overheid en twee rebellengroepen in de regio. In juli 2013 is de staat opnieuw gevormd.

## Grenzen
Als centrale staat grensde West-Kordofan aan vier andere staten:
- Noord-Kordofan in het noorden.
- Zuid-Kordofan in het oosten.
- Oost-Darfoer in het zuidelijke westen.
- Noord-Darfoer in het noordelijke westen.

en de Zuid-Soedanese staten:
- Unity in het zuidoosten.
- Northern Bahr el Ghazal in het zuiden.

Al-Jazirah · Al-Qadarif · Ash-Shamaliyah · Blauwe Nijl · Centraal-Darfoer  · Kassala · Khartoem · Noord-Darfoer · Noord-Kordofan · Oost-Darfoer · Nijl · Rode Zee · Sennar · West-Darfoer · West-Kordofan · Witte Nijl · Zuid-Darfoer · Zuid-Kordofan